# Hrvatski rukometni savez
Hrvatski rukometni savez (HRS) je krovna organizacija za šport rukomet u Hrvatskoj. Sjedište mu je na adresi Metalčeva ulica 5, Zagreb. Predsjednik saveza je Tomislav Grahovac od 2016.

## Članstva
Od međunarodnih športskih saveza, članom je IHF-a od 14. travnja 1992. godine, a EHF-a od 23. srpnja 1992. godine.

## Povijest
Utemeljen je 2. listopada 1941. godine. U početku je usklađivao djelovanja samo desetka klubova, kao što je sve do 1944. organizirao državna prvenstva.  Tada je zbog ratnih djelovanja zastao rad savezu, koji je obnovljen 19. prosinca 1948. godine, na skupštini Odbora za rukomet pri Fiskulturnom savezu Hrvatske, pri čemu je, sukladno tadašnjoj državnoj politici, savezu preinačeno ime u Rukometni savez Hrvatske. To je ime nosio sve do 1992. godine, kada mu je vraćen izvorni oblik imena.
Do sezone 1957/58., savez je organizirao ligaška natjecanja za veliki rukomet za muške, odnosno do 1956. za žene. Veliki rukomet nalazimo i pod nazivom „hazena”. 2000-ih su krenule inicijative za oživljavanjem natjecanja i u velikom rukometu.
Od 1953. godine, savez redovno organizira ligaška natjecanja za mali rukomet (odnosno "obični" rukomet), kasnije nazivan samo rukomet.

## Nagrade
Za svoj rad savez je 2004. dobitnik Državne nagrade za šport "Franjo Bučar".

## Reprezentacije

### Momčadi
- Hrvatska rukometna reprezentacija
- Hrvatska juniorska rukometna reprezentacija
- Hrvatska kadetska rukometna reprezentacija
- Hrvatska reprezentacija u rukometu na pijesku

### Djevojčadi
- Hrvatska ženska rukometna reprezentacija
- Hrvatska ženska kadetska rukometna reprezentacija

### Pararukomet
- Hrvatska rukometna reprezentacija gluhih

## Povezano
- Hrvatski klubovi osvajači i finalisti europskih ili svjetskih kupova

## Vanjske poveznice
- Službena stranica